# Malakai Ravulo

a Compétitions nationales et continentales officielles uniquement.

b Matchs officiels uniquement.
Dernière mise à jour le 17 août 2022.
Malakai Ravulo, né le 22 septembre 1983 à Korovou (Fidji), est un joueur de rugby à XV international fidjien évoluant au poste de troisième ligne aile. Il mesure 1,90 m pour 107 kg.

## Carrière

### En club
Après joué en amateur aux Fidji, Malakai Ravulo rejoint la Nouvelle-Zélande en 2005 pour évoluer en Heartland Championship avec Poverty Bay,. Lors de sa troisième saison, la province remporte la Lochore Cup et Ravulo est nommé dans les meilleurs joueurs de la compétition.
Il commence sa carrière professionnelle en 2008 avec la province de North Harbour en NPC. Il évolue 6 saisons avec cette équipe, disputant 35 matchs et inscrivant deux essais.
En 2014, il rejoint Farul Constanța dans le championnat roumain, où il rejoint d'autres internationaux fidjiens comme Nemia Kenatale et Jonetani Ralulu. Il y évolue une saison avant de rejoindre en 2015 le Steaua Bucarest dans ce même championnat.
En 2016, il rejoint le club français de l'AS Mâcon qui évolue en Fédérale 1.
En 2017, il signe avec le CO Le Creusot en Fédérale 2.
Une saison plus tard, il rejoint le championnat polonais et le Lechia Gdańsk.
Au mois de septembre 2018, il fait son retour en France et s'engage avec le SC Graulhet en Fédérale 1.
Après deux saisons avec Graulhet, il rejoint le club vauclusien du SU Cavaillon évoluant en Fédérale 3,.

### En équipe nationale
Malakai Ravulo est sélectionné pour la première fois avec l'équipe des Fidji en novembre 2010. Il obtient donc sa première cape internationale le 13 novembre 2010 à l'occasion d'un test-match contre l'équipe de France à Nantes.
Il fait partie des groupes sélectionnés pour participer aux Coupes du monde 2011 en Nouvelle-Zélande, et 2015 en Angleterre,.

## Palmarès

### En club
- Champion du Heartland Championship en 2007 avec Poverty Bay.

## En équipe nationale
- 38 sélections avec les Fidji entre 2010 et 2016.
- 10 points (2 essais).

- Participation aux Coupes du monde 2011 (3 matchs) et 2015 (2 matchs).
- Vainqueur de la Coupe des nations du Pacifique en 2013, 2015 et 2016.